# Потороча Валерій Валерійович
Валерій Валерійович Потороча (біл. Валерый Валер’евіч Патароча, нар. 16 квітня 1996, Коззе, Речицький район, Гомельська область, Білорусь) — білоруський футболіст, півзахисник клубу «Динамо-Берестя».

## Клубна кар'єра
Вихованець речицької ДЮСШ-2, в юному віці потрапив до структури мінського «Динамо». У 2013 році почав виступати за дубль столичного клубу, наступного року перебував у заявці клубу, але за першу команду не грав.
У лютому 2016 року побував на вигляді в жодинському «Торпедо-БелАЗі», але команді не підійшов і в підсумку сезон 2016 року розпочав у складі світлологірського «Хіміка». У вересні 2016 року перейшов до клубу «Партизан» з другого дивізіону Словаччини, де провів півтора сезону.
У першій половині 2018 року виступав у клубі четвертого дивізіону Чехії «Сокіл». У серпні 2018 року повернувся до Білорусі, поповнивши ряди «Смолевичів». Не зумівши закріпитися в основній команді, почав частіше грати за дубль.
У січні 2019 року почав тренуватися з речицьким «Супутником», а в лютому офіційно став гравцем команди. Валерію вдалося закріпитися в стартовому складі речицького клубу. У січні 2020 року стало відомо, що півзахисник залишається в «Супутнику» на сезон 2020 року. У 2020 році залишався одним з лідерів команди, став її найкращим бомбардиром й допоміг виграти Першу лігу.
У січні 2021 року побував на перегляді в російській «Томі», але до переходу справа так і не дійшла. У лютому приєднався до берестейського «Динамо» і незабаром підписав контракт.

## Досягнення
- Перша ліга Білорусі
  -  Чемпіон (1): 2020

## Статистика виступів
| Сезон       | Дивізіон | Клуб                 | Країна     | Матчі | Голи |
| ----------- | -------- | -------------------- | ---------- | ----- | ---- |
| 2013        | дубль    | «Динамо»             | Білорусь   | 5     | 1    |
| 2014        | дубль    | «Динамо»             | Білорусь   | 22    | 1    |
| 2015        | дубль    | «Динамо»             | Білорусь   | 26    | 8    |
| 2016 (1)    | Д2       | «Хімік»              | Білорусь   | 5     | 0    |
| 2016/17     | Д2       | «Партизан» (Бардіїв) | Словаччина | 17    | 1    |
| 2017/18 (1) | Д2       | «Партизан» (Бардіїв) | Словаччина | 9     | 1    |
| 2017/18 (2) | Д4       | «Сокіл» (Гостоунь)   | Чехія      | 12    | 3    |
| 2018 (2)    | Д1       | «Смолевичі»          | Білорусь   | 4     | 0    |
| 2019        | Д2       | «Супутник» (Речиця)  | Білорусь   | 27    | 9    |
| 2020        | Д2       | «Супутник» (Речиця)  | Білорусь   | 26    | 13   |